# Eucoloneura
Eucoloneura é um gênero de mariposa pertencente à família Acrolophidae.